# Хржановский, Илья Андреевич
Илья́ Андре́евич Хржано́вский (род. 11 августа 1975, Москва) — кинорежиссёр российского происхождения, сценарист и продюсер. Член Европейской Академии киноискусств.

## Биография
Отец — художник-мультипликатор Андрей Хржановский, мать — филолог и киноредактор Мария Фроимовна Нейман. Дед — художник и артист Юрий Хржановский. Сын — Андрей Хржановский (младший), левый активист в Израиле.
В 1992—1993 годах учился на факультете живописи в Боннской академии художеств. В 1998 году окончил режиссёрский факультет ВГИК (мастерская М. М. Хуциева). Дебютировал как режиссёр театральным спектаклем «То, что чувствую» на Международном фестивале КУКART в 1997 году.
В 1998 году совместно с Артёмом Михалковым поставил короткометражный фильм «Остановка».
В 1998—2002 годах был режиссёром и продюсером рекламных компаний. Ответственный продюсер телевизионного сериала «Список влюблённых РФ» производство телеканала ТНТ. В 2003 году проект вошёл в программу Берлинского кинофестиваля, а также в программы других российских и международных кинофестивалей.
С 2006 года является режиссёром-постановщиком кино-арт-проекта «Дау».
С 2007 года постоянно проживает за пределами Российской Федерации — в Германии, Великобритании и Украине.
В 2020—2023 годах — художественный руководитель Мемориального центра Холокоста «Бабий Яр».

## Общественная позиция
В марте 2014 года подписал письмо «Мы с вами!» КиноСоюза в поддержку Украины.
В феврале 2022 года выступил против вторжения России в Украину. На март 2022 года находится в Израиле.
1 марта 2024 года Министерством юстиции России внесён в список физических лиц «иностранных агентов».
В сентябре 2024 года отказался от гражданства Российской Федерации.

## Фильмография

### Режиссёр
- 2004 — 4
- 2019 — ДАУ

### Сценарист
- 2004 — 4 (сюжет)
- 2019 — ДАУ

### Продюсер
- 2003 — Постельные сцены
- 2003 — Другой район
- 2019 — ДАУ
- 2019 — Бабий Яр. Контекст
- 2022 — Киевский процесс

## Творческая деятельность

### «Феномен-Филмз»
В 2005 году Илья Хржановский стал соучредителем компании «Феномен-Филмз». Среди проектов «Феномен-Филмз» — «Бумажный солдат» режиссёра Алексея Германа-младшего. Фильм получил Серебряного льва и Золотую Озеллу за лучший технический вклад (ит.) на Венецианском кинофестивале 2008 года, был номинирован на премию Европейской киноакадемии. Фильм стал номинантом Национальной кинематографической премии «Ника» в восьми категориях, номинантом национальной кинонаграды России «Золотой орёл» в шести категориях.
В 2009 году стал соучредителем компании «Феномен-Украина», в 2010-м — компании Phenomen Berlin Filmproduktions (Германия).

### Дау

#### Принципы съемки, жанр проекта
Дау — мультидисциплинарный кино-арт-проект. Начинался в 2006 году как полнометражный художественный фильм о жизни гения в тоталитарную эпоху, сюжет которого был вдохновлен биографией советского физика Льва Ландау.
В 2009 году, после постройки в Харькове самой большой в Европе съемочной локации Институт, площадью 12 тысяч квадратных метров,, процесс съемок превратился в «тотальный перформанс». Принцип функционирования объекта и способ съемки послужил основанием для сравнения «Дау» с «Синекдоха Нью-Йорк» и «Шоу Трумана».,,.
В кастинге приняло участие 392 тысячи человек, в съемках — около 300 человек, среди них учёные, художники, музыканты, философы, религиозные деятели, мистики, наряду с поварами, официантами, уборщиками, медсёстрами, парикмахерами и сотрудниками органов безопасности. Все, кроме Дау (дирижёр Теодор Курентзис), его жены (актриса Радмила Щёголева), их сына (в старшем возрасте — музыкант Николай Воронов) и директора «Института» с 1938 по 1953 годы Крупицы (театральный режиссёр Анатолий Васильев), жили в «Институте» под своими именами. Их реальные биографии были адаптированы под советские реалии.,. Среди участников проекта — ключевые современные ученые в области теоретической физики и математики, такие как Дмитрий Каледин, Никита Некрасов, Андрей Лосев, Самсон Шаташвили, а также Карло Ровелли, Эрик Верлинде, Нобелевский лауреат Дэвид Гросс, Яу Шинтун, современные художники — Карстен Хеллер, Марина Абрамович, Ромео Кастеллуччи, Питер Селларс, Борис Михайлов, Алексей Блинов, а также духовные практики и религиозные деятели — рав Штейнзальц, перуанский шаман Гильермо Аревало и др..
Для съемок было произведено и закуплено 40 000 элементов костюма. Архитектура, декорации, костюмы, предметный мир создавали фантасмагорическую реконструкцию советского времени 1930-х — 1960-х годов,.
Съемки продолжались с перерывами до ноября 2011 года. В течение всего периода, вне зависимости от съемок, на площадке не допускались современные предметы, современная речь, попасть туда можно было только в костюме и с исторической прической — таким образом любой посетитель площадки (гость, член съемочной группы) при попадании на неё становился персонажем. Сценария не было, персонажи реагировали, взаимодействовали, совершали поступки в предложенных обстоятельствах, иногда подолгу живя в декорациях.
Длительность отснятого материала составила 700 часов. Смонтированные из этого объёма 13 фильмов различных жанров были представлены на премьере проекта в Париже в 2019 году. Фильмы озвучили такие артисты, как Жерар Депардьё, Уиллем Дефо, Ларс Айдингер, Изабель Аджани, Фанни Ардан, Изабель Юппер, Шарлотта Рэмплинг, Ханна Шигулла, Барбара Зукова, Вики Крипс, Бликса Баргельд, Дени Лаван, Лу де Лааж и другие. «Материнский» фильм, где в фокусе судьба самого Дау и куда институтский материал входит как часть, находится на 2022 год в процессе производства, как и некоторые другие фильмы и сериалы.
Жанр проекта критики определяют как «жанр культуры 30-х-60-х», «самый масштабный эксперимент в области театра», «тотальный эксперимент».
Кроме кинопродукции, проект обрел и другие формы существования.

#### Книги
Книги, составленные на основе расшифровок разговоров персонажей в кадре и на территории Института вне съемок, продавались на парижской премьере.
В британском издательстве Thames&Hudson подготовлено издание DAU Document, где собраны в хронологическом порядке кадры из отснятого материала, фотографии со съемочной площадки, сделанные на советские фотоаппараты, приведены научные исследования, созданные в рамках проекта, собраны эссе на темы любви, власти, насилия, изменённых состояний сознания, а также каталог из 80 тысяч единиц одежды и реквизита из проекта и профайлы персонажей. В 2018 году модный дом Comme des Garçons выпустил альбом фотографий DAU в рамках ежегодной инициативы по изданию работ художников и фотографов
. Эксклюзивное издание «Инсталляция ДАУ в Ле-Шатле», «где работы Бакста, Ларионова, Гончаровой соседствуют с фрагментами инсталляций „Дау“», было выпущено в 2018 к парижской премьере «в подарок Парижу» от проекта, с предисловием мэра Парижа Анны Идальго, художественного руководителя Театра Шатле Рут Макензи и др.

#### Конференции
В 2017 году стартовала серия академических конференций, посвящённых широкому кругу культурологических, социальных, политических вопросов, которые поднимает и актуализирует «Дау». Три конференции прошли в 2017 году в Лондоне, где площадками стали Лондонская школа экономики и политических наук, Вестминстерский дворец
, а участниками — профессор Теодор Шанин, профессор Александр Эткинд, первый Президент Украины Леонид Кравчук, первый Государственный Секретарь РСФСР Геннадий Бурбулис, Председатель Верховного совета республики Беларусь Станислав Шушкевич, посол Великобритании в СССР и России сэр Родрик Брейтвейт, посол Западной Германии в СССР доктор Андреас Майер-Ландрут, профессор Роберт Сервис, начальник генерального штаба Вооружённых сил Великобритании Майкл Дэвид Джексон, профессор Джеймс Фэллон и др. Серия продолжилась на парижской премьере в 2019 году с участием таких писателей, ученых, художников, как Джонатан Литтелл, Никита Некрасов, Реза Дегати, Александр Эткинд и др.

#### Инсталляции
Начиная с объекта Институт, важной частью проекта становятся многосоставные инсталляции — объекты, которые функционировали как во время, так и вне съемок, формируя опыт каждого посетителя и вступая с ним во взаимодействие,. Инсталляцией должна была стать и премьера проекта в Берлине в 2018 году, где планировалось воссоздать копию Берлинской стены; попадание на территорию предполагало для посетителей процедуру обыска, планировались перформансы и выступления артистов, в частности перформанс Марины Абрамович и Теодора Курентзиса, участники которого должны были проходить через ритуал мытья (отсылка к газовым камерам под видом душа в концентрационных лагерях. Завершиться мероприятие должно было ритуальным разрушением «Берлинской стены», после чего каждому участнику должно было быть предложено взять с собой камень. В сентябре 2018 власти города города запретили мероприятие со ссылкой на нарушение процедур,,.
Многосоставной инсталляцией стала и парижская премьера проекта в 2019 году — она разворачивалась на площадках Театра Шатле и Театра де ля Вилль, где почти столетием раньше прошли «Русские сезоны» Сергея Дягилева,, а также в Центре Помпиду, который также предоставил для использования в пространствах обоих театров работы русских неофициальных художников 1950-х-2000-х годов). Показы фильмов проходили наряду с перформансами, концертами, инсталляциями, конференциями; в экскурсию также входило посещение столовой, баров, магазина с советским ассортиментом,,,,.

#### Dau.Digital
Наконец, Хржановский называет произведенные фильмы «трейлерами» продукта Dau.Digital — это оцифрованный структурированный архив 700 часов отснятого материала с возможностью навигации и формирования собственного нарратива для каждого зрителя, который также был представлен посетителям в Париже,,.

### Бабий Яр
В 2020 году Наблюдательный совет назначил Хржановского художественным руководителем Мемориального центра Холокоста «Бабий Яр»(Киев). Финансирование Мемориального центра осуществляется на принципах паритетного участия украинских и международных спонсоров.
Осенью 2020 года, к 79-й годовщине Холокоста в Бабьем Яру, в присутствии президента Украины Владимира Зеленского открылась аудиовизуальная инсталляция, посвященная жертвам трагедии,.
В январе 2021 года Мемориальный центр Холокоста «Бабий Яр» представил художественную концепцию Мемориала, результат работы международной группы авторов, включившей в себя признанных в мире и в Украине историков, художников: музейных кураторов, архитекторов. Зона ответственности Хржановского в разработке концепции — общая рамка проекта.
14 мая 2021 года, в день памяти украинцев, спасавших евреев во время Второй мировой войны, на территории Мемориала открылась символическая синагога. На церемонии присутствовали премьер-министр Украины Денис Шмыгаль, министр культуры Александр Ткаченко, мэр Киева Виталий Кличко, руководитель Офиса президента Андрей Ермак, а также главный раввин Украины Моше Реувен Асман и глава Украинской греко-католической церкви Святослав Шевчук.
В октябре 2021 года проект получил международную премию в области архитектуры и дизайна Dezeen как культурный объект года.
В июле 2021 года, на форуме «Украина 30. Гуманитарная политика», Илья Хржановский представил концепцию музейного комплекса и планы по его развитию; в представлении проекта принимала участие современная художница Марина Абрамович, авторству которой принадлежит объект на территории Мемориала «Кристальная стена плача». Сроки открытия мемориального музея анонисировал президент Украины Владимир Зеленский.
6 октября 2021 года объект Марины Абрамович «Кристальная стена плача» был открыт на территории Мемориального центра, в присутствии президентов Украины, Израиля и Германии. Открытие сопровождалось 13-й симфонией Дмитрия Шостаковича в исполнении Государственного симфонического оркестра Германии. Открытие было приурочено к 80 годовщине трагедии.
Проекты Мемориального центра Холокоста стали также лауреатами таких премий, как Международная профессиональная интернет-премия «Вебби», международные премии в области прав человека, в еврейской журналистике и др.
В 2021 году Хржановский выступил продюсером документального фильма Сергея Лозницы «Бабий Яр. Контекст». Фильм получил специальный приз жюри Каннского фестиваля «Золотой глаз», премии на Иерусалимском международном кинофестивале, на 57-м Международном кинофестивале в Чикаго, на
Лондонском кинофестивале, на 31-м Международном кинофестивале «Послание к человеку», попал в шорт-лист номинантов на премию Европейской киноакадемии за лучший документальный фильм.
В сентябре 2023 года Хржановский сделал заявление о том, что покинул пост художественного руководителя Мемориального центра, так как «война поменяла и будет ещё менять многое в восприятии и формировании культуры памяти в Украине»; «в существующем контексте <полагает> свой этап деятельности завершенным» и «не считает правильным работать в Украине, физически там не проживая и не разделяя все беды и опасности вместе с украинским обществом». Заявление было прокомментировано главой Наблюдательного совета благотворительного фонда "Мемориал Холокоста «Бабий Яр», узником советского режима, правозащитником Натаном Щаранским в социальной сети, в частности с формулировкой «трудно переоценить твой вклад в этот важнейший для еврейского народа и для Украины проект».

## Общественная позиция
В марте 2014 года подписал письмо «Мы с вами!» КиноСоюза в поддержку Украины.
Начиная с 24 февраля 2022 года последовательно выступает против военного вторжения России в Украину.
24 февраля стал инициатором и одним из первых подписантов обращения режиссёров, писателей, журналистов, художников, ученых, издателей с требованием «прекратить эту войну». Впоследствии к обращению присоединились сотни российских граждан. Обращение было размещено на странице Facebook Михаила Зыгаря. После принятия поправок в УК РФ, усиливающих ответственность за распространение фейков обращение было удалено.
Также 24 февраля 2022 года подписал антивоенное письмо Союза кинематографистов и профессиональных кинематографических организаций и объединений России.
Инициировал интервью президента Украины Владимира Зеленского оппозиционным российским журналистам 27 марта 2022 года.

## Критика
Начиная с парижской премьеры «Дау» методы Хржановского подвергаются критике, в частности с точки зрения этичности вовлечения непрофессиональных актёров и работы с ними. Весной 2020 года уполномоченный Украины по правам ребёнка Николай Кулеба обратился в Генеральную прокуратуру Украины, которая инициировала проверку на предмет причинения «физической боли или морального страдания путем насильственных действий» детям, принимавшим участие в съемках проекта. Хржановский опроверг обвинения, ссылаясь на соблюдение юридических процедур и создание комфортных условий для детей во время съемок и на юридические процедуры получения международных прокатных удостоверений, а также на принципиальную невозможность делать выводы о реальных обстоятельствах съемочного процесса на основании художественного материала. 10 июля 2020 года британская газета The Daily Telegraph принесла извинения Хржановскому за апрельскую статью о возбуждении уголовного дела, исходящую из предположения, что подозрения в отношении Хржановского были разумными; в заявлении газеты сообщалось о выплате Хржановскому компенсации ущерба и о том, что он направит её на поддержку Кампании против антисемитизма. Уголовные дела были закрыты в начале 2021 года по итогам досудебного расследования, в ходе которого был сделан вывод об отсутствии уголовных преступлений в действиях лиц, занимавшихся организацией и проведением съемок с участием детей в Харькове.
Идеи Хржановского по оформлению мемориала Холокоста вызвали скандал — ряд общественных деятелей называли проект «Холокост-Диснейлендом» и требовали увольнения режиссёра. В знак протеста против планов и стиля работы режиссёра проект покинул главный историк мемориального центра «Бабий Яр» Карел Беркхоф и исполнительный директор фонда Яна Баринова. Отстранения Хржановского потребовали украинские писатели, историки, журналисты, руководители музеев.
В ответ Мемориальный центр выпустил заявление, в котором говорится: «Все обвинения, звучащие в адрес Ильи Хржановского, сделаны на основании эмоций и субъективных мнений, построенных на догадках и допущениях. Мы считаем, что окончательные решения стоит принимать после объективных выводов правоохранительных органов». Комментарий дал глава Наблюдательного совета благотворительного фонда "Мемориал Холокоста «Бабий Яр», узник советского режима, правозащитник Натан Щаранский: «Исторический нарратив и концепция музея были разработаны задолго до появления в проекте Хржановского, и не изменились ни на йоту. <…> Все находится под контролем попечительского совета, и все обвинения в антигуманности идей <Хржановского> не имеют никаких оснований».

## Призы и награды

### «Остановка»
- Диплом жюри по разделу игрового кино ОРК студенческих и дебютных фильмов «Святая Анна» 1999 (Москва);
- Приз жюри в категории короткометражных фильмов, приз от Примагаз Груп (Франция) МКФ в Сан-Пьер-де-Корпс 1999 (Франция);
- Диплом жюри МКФ «Молодость-1999» (Киев, Украина).

### «4»
- Премия имени Тео Ван Гога, Золотой Кактус, Международный кинофестиваль в Роттердаме, Голландия, 2005 год
- Лучшая режиссёрская работа, Международный кинофестиваль в Буэнос-Айресе (Аргентина), 2005 год
- Гран-при фестиваля, Международный кинофестиваль в Сиэтле (англ.), США, 2005 год
- Гран-при фестиваля, Международный кинофестиваль в Трансильвании (Румыния), 2005 год
- Лучшая операторская работа, Международный кинофестиваль в Трансильвании (Румыния), 2005 год
- Специальный приз жюри, Открытый российский кинофестиваль Кинотавр
- Специальный приз жюри, Международный кинофестиваль «Золотой абрикос», Ереван (Армения), 2005 год
- Лучшая режиссёрская работа, Международный кинофестиваль в Афинах (Греция), 2005 год
- Лучшая режиссёрская работа, Международный кинофестиваль в Анталии (Турция), 2005 год
- Лучший звук, Международный кинофестиваль в Вальдивии (Чили), 2005 год
- Премия «Плоды Таланта», Международный кинофестиваль в Бангкоке (Таиланд), 2005 год

### «Дау»
- Лучший представленный проект в рамках рынка европейских проектов («Sofia Meetings») Международного кинофестиваля в Софии (Болгария) (2005).
- Вошёл в лучшие десять проектов Международного кинорынка в рамках Роттердамского кинофестиваля, Голландия[112] (2005).
- Вошёл в число 18 лучших мировых проектов в рамках Международного киноателье[113] Каннского кинофестиваля, Франция (2006).
- 4-е место: 10 лучших фильмов 2019 по версии журнала «Искусство кино»[114]
- «Серебряный медведь» 70-го Берлинского кинофестиваля оператору-постановщику Юргену Юргесу за выдающийся художественный вклад[115](2020).
- Дау. Вырождение — 2-е место в рейтинге критиков Берлинского кинофестиваля[116](2020).
- Дау. Вырождение — 1-е место в рейтинге лучших фильмов первой половины 2020 независимого онлайн-киноиздания Film plus Kritik[117]
- Дау. Наташа — конкурсный отбор полнометражных художественных фильмов Европейской киноакадемии[118](2020).
- Номинация Европейской киноакадемии: лучшая актриса, Наталья Бережная, фильм Дау. Наташа[119] (2020).
- Гран-при Фестиваля авторского кино в Белграде фильму Дау. Вырождение[120] (2020).
- Дау. Наташа — конкурсная программа Кинофестиваля в Севилье[121] (2020).
- Дау. Наташа — конкурсная программа Европейского кинофестиваля в Паличе[122](2020).
- Дау. Наташа — конкурсная программа Рижского международного кинофестиваля[123] (2020).
- Дау. Вырождение — конкурсная программа Кинофестиваля в Остраве[124] (2020).
- Дау. Вырождение — 3-я Международная кинематографическая премия «Восток — Запад. Золотая арка»: лучшая операторская работа, Юрген Юргес[125] (2021).

### Мемориальный центр Холокоста «Бабий яр»
- Культурный объект года (символическая синагога на территории Мемориала): Международная премия в области архитектуры и дизайна Dezeen[126] (2021)
- Премия Саймона Рокауэра за «выдающиеся достижения в еврейской журналистике» корреспонденту Израилю Каснетту за написание серии материалов о Бабьем яре и Мемориальном Центре Холокоста «Бабий яр»[78] (2022)
- Гран-при Red Dot Award: Brands & Communication Design[127] за Мартиролог жертв российско-украинской войны «Закрытые глаза»[128] (2022)
- Международная профессиональная интернет-премия «Вебби» в категории «Веб-сайты и мобильные версии сайтов: благотворительные организации/ некоммерческие проекты»[76] (2023)
- Международная профессиональная интернет-премия «Вебби» в категории «Веб-сайты и мобильные версии сайтов: благотворительные организации/ некоммерческие проекты»: народное голосование[76] (2023)
- Премия Томаса Дж. Додда в области международного правосудия и прав человека (2023)[77]

### «Бабий яр. Контекст» Сергея Лозницы
- Премия «Золотой глаз» Каннского кинофестиваля[129] (2021)
- Премия имени Шанталь Акерман на Иерусалимском международном кинофестивале за лучший иностранный документальный фильм[81] (2021)
- Премия «Серебряный Хьюго» в номинации «Лучший документальный фильм» на 57-м Международном кинофестивале в Чикаго[82] (2021)
- Специальная награда «Особая благодарность» Лондонского кинофестиваля[83] (2021)
- Шорт-лист номинантов на премию Европейской киноакадемии за лучший документальный фильм[85] (2021)
- Гран-при «Золотой кентавр» на 31-м Международном кинофестивале «Послание к человеку»[84] (2021)